# Constant Marie

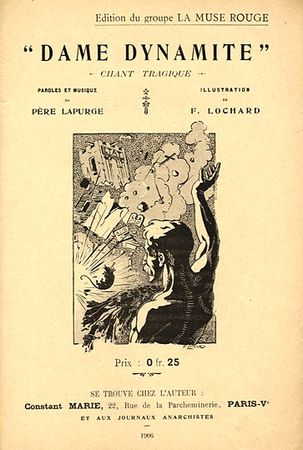
Dame Dynamite écrite en 1885-1886 et ici publiée en livret par le groupe de La Muse rouge en 1906.

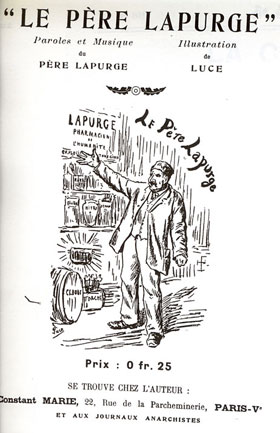
Le Père Lapurge écrite en 1885-1886 et ici publiée en livret par le groupe de La Muse rouge en 1906 (illustration Maximilien Luce).

Constant Marie, dit « Le Père Lapurge », né le 27 août 1838 à Sainte-Houvrince (Calvados) et mort le 5 août 1910 à Paris, est un communard, poète auteur-compositeur-interprète  de chansons révolutionnaires et militant anarchiste français.
Sa production recouvre des chansons variées, dont « Dame dynamite », « Le Père Lapurge », « L’Affranchie » et « La Muse rouge ».
Sa photographie policière fait partie des collections du Metropolitan Museum of Art (MET).

## Biographie
Ouvrier maçon, il participe à la Commune de Paris (1871) où il est blessé à la tranchée du Fort de Vanves. Blessure qui le contraint par la suite à se faire cordonnier.
La virulence de ses propos attire l'attention de la police qui ne cesse de le surveiller et le 1er juillet 1894, son domicile est perquisitionné : des livres et les textes de ses chansons sont saisis. Il est arrêté et inculpé « d'affiliation à une association de malfaiteur ». Il passe plusieurs semaines à la prison de Mazas. Son non-lieu n’est obtenu qu’un an après, et il reste sous surveillance jusqu’en 1905.
Militant très actif dans les années 1885 et 1886, il participe à de multiples fêtes de groupes anarchistes.
On lui doit deux des chansons les plus représentatives du répertoire anarchiste de ces années : « Dame Dynamite » et « Le Père Lapurge » publiées, en juillet 1886, dans La Révolte des affamés, journal anarchiste de Calais.
Il signe des billets sous le pseudonyme Le Père Lapurge dans l'hebdomadaire Le Père peinard fondé par Émile Pouget.

### La Muse Rouge
Il fonde, en mai 1901, le Groupe des poètes et chansonniers révolutionnaires. En 1907, le groupe devient La Muse Rouge, du titre de sa chanson en hommage à Louise Michel
À ce groupe appartiendront de nombreux anarchiste dont : Gaston Couté, Eugène Bizeau, May Picqueray, Sébastien Faure, Maurice Doublier, Clovys et Constant Marie.
Quelques décennies plus tard, Jacques Prévert et Pierre Dac feront aussi partie de ce groupe d’artistes informel et peu conventionnel.

### Décès
Constant Marie est mort le 5 août 1910 à Paris (5e arrondissement).

### Postérité
En 1980, Marc Ogeret réinterprète Le Père Lapurge dans la version CD de son disque (1968) Chansons « contre » sorti en janvier 1989.

## Œuvres
L’œuvre complète de Marie semble avoir compté en tout 22 chansons et poésies.
En 1905, une souscription est lancée pour éditer la totalité de ses œuvres, mais l’initiative n’aboutit pas et c'est finalement le groupe de La Muse rouge qui édite séparément ses compositions en petits fascicules illustrés entre autres par Maximilien Luce et Ibels.

## Citation
Je suis le vieux père Lapurge

Pharmacien de l’humanité

Contre la bile je m’insurge

Avec ma fille Égalité

J’ai ce qu’il faut dans ma boutique,

J’ai le tonnerre et les éclairs,

Pour purger toute la clique

Des affameurs de l’Univers

Le Père Lapurge (1886)

### Notices
- L'Éphéméride anarchiste : notice biographique.